# Список эпизодов телесериала «Сплетница»
Список  5 эпизодов американской телевизионной подростковой драмы «Сплетница», основанной на одноимённой серии романов писательницы Сесили фон Цигезар. Идея сериала принадлежит Джошу Шварцу и Стефани Саваж. Премьера состоялась 19 сентября 2007 года на канале The CW.
«Сплетница» впервые вышла в эфир 18 сентября 2007 года в Канаде на канале CTV, ещё до премьеры в Штатах, которая состоялась на день позже, 19 сентября на The CW. А ещё раньше, 14 сентября, премьерный эпизод можно было бесплатно скачать в iTunes Store. Финальный эпизод сериала вышел в эфир  17 декабря 2012 года.

## Обзор сезонов
| Сезон | Сезон | Эпизоды | Оригинальная дата показа | Оригинальная дата показа |
| Сезон | Сезон | Эпизоды | Премьера сезона          | Финал сезона             |
| ----- | ----- | ------- | ------------------------ | ------------------------ |
|       | 1     | 18      | 19 сентября 2007         | 19 мая 2008              |
|       | 2     | 25      | 1 сентября 2008          | 18 мая 2009              |
|       | 3     | 22      | 14 сентября 2009         | 17 мая 2010              |
|       | 4     | 22      | 13 сентября 2010         | 16 мая 2011              |
|       | 5     | 24      | 26 сентября 2011         | 14 мая 2012              |
|       | 6     | 10      | 8 октября 2012           | 17 декабря 2012          |

## Список серий

### Сезон 1: 2007—2008
| № общий | № в сезоне | Название                                                                   | Режиссёр         | Автор сценария                                                                  | Дата премьеры    | Зрители в США (млн) |
| --- | ---------- | -------------------------------------------------------------------------- | ---------------- | ------------------------------------------------------------------------------- | ---------------- | ------------------- |
| 1 | 1          | «Пилотная серия» «Pilot»                                                   | Марк Пизнарский  | Джош Шварц, Стефани Сэвадж                                                      | 19 сентября 2007 | 3.50                |
| Серена ван дер Вудсен была замечена в здании центрального вокзала. Богатая и избалованная девушка вернулась в Манхеттен после годичного отсутствия, но об этом не знает никто… никто, кроме тайного блогера под ником «Сплетница». Даже ближайшая подруга Блэр Уолдорф была ошарашена внезапным возвращением девушки. Интересно, какой приём устроит Королева Би своей подруге? На вокзал прибывают Дэн и Дженни Хамфри. Их отец, несмотря на средний достаток, хочет дать им достойное образование. Поэтому он отправил детей в частную школу. Однако среди элиты Манхеттена парочка чувствует себя неуютно. Дженни всеми силами хочет пробиться в высшее общество, а её брат тайно и безнадежно влюблен в Серену. Раньше богатая тусовщица и близко бы не подпустила такого парня к себе, но говорят, сейчас она изменилась. Посмотрим, поможет ли это Дэну завоевать её сердце. |            |                                                                            |                  |                                                                                 |                  |                     |
| 2 | 2          | «Дикий завтрак» «The Wild Brunch»                                          | Марк Пизнарский  | Джош Шварц, Стефани Сэвадж                                                      | 26 сентября 2007 | 2.48                |
| После скандальной вечеринки Поцелуи в Губы, жителей Верхнего Ист Сайда, ждет не менее скандальный воскресный Бранч, организованный Бартом Бассом. Перед завтраком Серена решает заглянуть к Блэр, но натыкается на весьма холодный приём, ведь накануне Нейт признался Блэр, что переспал с её лучшей подругой, перед тем как та уехала учиться в закрытую школу. Серена понимает, что отношения с Блэр в данный момент наладить невозможно, и уходит, но в этот день заклятым подругам еще предстоит встретиться и выяснить отношения на Бранче. |            |                                                                            |                  |                                                                                 |                  |                     |
| 3 | 3          | «Ядовитый плющ» «Poison Ivy»                                               | Дж. Миллер Тобин | Фелиция Д. Хендерсон                                                            | 3 октября 2007   | 2.75                |
| Ученики Сент Джуд и Констанс Биллард в ожидании визита представителей Университетов Лиги Плюща и собеседования. Старшеклассникам предстоит побороться за внимание представителей Университетов. Блэр, пытаясь подорвать положение Серены, «раскрывает» тайну её исчезновения, Дэн расстроен, ведь член приёмной комиссии из Дартмута больше заинтересован в Нейте Арчибальде, который, в свою очередь, не горит желанием идти туда учиться. |            |                                                                            |                  |                                                                                 |                  |                     |
| 4 | 4          | «Плохие новости для Блэр» «Bad News Blair»                                 | Патрик Норрис    | Джошуа Сафран                                                                   | 10 октября 2007  | 2.80                |
| Блэр взволнована, ведь её мама Элеонор Уолдорф выбрала именно её лицом новой линии одежды. Однако счастье Блэр будет не долгим, в очередной раз все внимание достается Серене, Блэр до сих пор чувствует, что находится в тени лучшей подруги. Тем временем Нейт и Чак решают выпустить пар после напряжённой недели Плюща и устраивают «потерянные выходные». |            |                                                                            |                  |                                                                                 |                  |                     |
| 5 | 5          | «На спор с дьяволом» «Dare Devil»                                          | Джеми Бэббит     | Ленн К. Розенфельд                                                              | 17 октября 2007  | 2.41                |
| Дэн решает устроить шикарное первое свидание для Серены, но Эс не в восторге от лимузина и дорогого ресторана, она надеялась, что все будет проще и веселее. Малышка Дженни приглашена на вечеринку с ночевкой у Блэр Уолдорф и ей предстоит сыграть «В правду или расплату» по правилам Верхнего Ист-Сайда. Лили обнаруживает, что её сын пропал из реабилитационного центра, за помощью она обращается к своему давнему знакомому Руфусу Хамфри. |            |                                                                            |                  |                                                                                 |                  |                     |
| 6 | 6          | «История служанки» «The Handmaiden's Tale»                                 | Норман Бакли     | Джессика Квеллер                                                                | 24 октября 2007  | 2.54                |
| Дэн оказывается перед выбором, после того как в городе появляется его подруга детства Ванесса и заявляется, что хочет большего, чем просто дружба, в то же время Серена пытается узнать, какие чувства испытывает к ней Дэн. На предстоящий бал-маскарад Блэр готовит сюрприз для Нейта, который, в свою очередь, больше занят своими чувствами к Серене. Лили приглашает Руфуса на вечеринку к Элеонор Уолдорф, чем пытается вызвать ревность у Барта Басса. |            |                                                                            |                  |                                                                                 |                  |                     |
| 7 | 7          | «Виктор, Виктрола» «Victor, Victrola»                                      | Тони Уормби      | К.Й. Стейнберг                                                                  | 7 ноября 2007    | 2.52                |
| После множества разногласий Дэн и Серена понимают, что небезразличны друг другу. Чак намерен вложить деньги в стриптиз-клуб, но для этого ему необходимо заручиться поддержкой отца. У Нейта проблемы с родителями, после того, как мать находит наркотики в доме, она намерена отправить сына на реабилитацию, Нейт пытается убедить отца признаться, что это он употребляет наркотики. Блэр выясняет, что Нейт на бал-маскараде поцеловал и признался в любви Дженни, приняв её за Серену. |            |                                                                            |                  |                                                                                 |                  |                     |
| 8 | 8          | «Семнадцать свечей» «Seventeen Candles»                                    | Ли Шаллат Чемел  | История: Фелиция Д. Хендерсон Телесценарий: Фелиция Д. Хендерсон, Джошуа Сафран | 14 ноября 2007   | 2.95                |
| Разбитая состоянием отношений с Нейтом Блэр надевает счастливую «маску» на вечеринку, по случаю своего дня рождения. Но скрыть правду не удается, и после того, как Нейт не поздравляет свою еще девушку с днем рождения, Сплетница сообщает всем присутствующим на вечеринке, что Арчибальд был замечен в компании блондинки. На вечеринке Дэн пытается подружить Ванессу и Серену. Дженни тем временем возвращает домой маму, но Руфус понимает, что он еще не готов простить и забыть. |            |                                                                            |                  |                                                                                 |                  |                     |
| 9 | 9          | «Вот такие пирожки!» «Blair Waldorf Must Pie!»                             | Марк Пизнарский  | История: Ленн К. Розенфельд Телесценарий: Джессика Квеллер, К.Й. Стейнберг      | 28 ноября 2007   | 2.93                |
| Дэн узнает, что ван дер Вудсены не планируют отмечать день Благодарения и приглашает Серену, Лили и Эрика на праздничный обед к себе домой. На обеде выясняется, что Лили и Руфус знакомы довольно давно и у них есть своя романтическая история. Блэр расстроена тем, что её отец не придёт на праздник. Нейт проводит праздничный обед с родителями. |            |                                                                            |                  |                                                                                 |                  |                     |
| 10 | 10         | «Привет, высшему обществу!» «Hi, Society!»                                 | Патрик Норрис    | Джошуа Сафран                                                                   | 5 декабря 2007   | 2.44                |
| Грядет ежегодный бал дебютанток, устроительницей которого является Селия Роудс, бабушка Серены и Эрика. Серена не горит желанием принимать в нем участие, но у бабушки свои планы, и она желает видеть на балу Серену с Картером Бейзеном, а не с парнем из Бруклина. Блэр собирается на бал с принцем и наслаждается тайной связью с Чаком Бассом. Дженни тоже мечтает попасть на бал, но в этот же день в галерее Руфуса состоится выставка её матери, но на сторону Дженни встает Лили. |            |                                                                            |                  |                                                                                 |                  |                     |
| 11 | 11         | «Каникулы Романа» «Roman Holiday»                                          | Майкл Филдс      | Джессика Квеллер                                                                | 19 декабря 2007  | 1.81                |
| Отец Блэр Гарольд приезжает в гости на Рождественские каникулы в Нью-Йорк со своим бойфрендом Романом. Блэр естественно не в восторге от компании, она хотела провести праздники только с семьей. Ванесса и Дженни помогают Серене с выбором подарка для Дэна. Блэр из сообщения узнает, что Нейт и Чак находятся вместе в Монако. Лили сообщает детям, что встречается с Бартом Бассом. |            |                                                                            |                  |                                                                                 |                  |                     |
| 12 | 12         | «Школьная ложь» «School Lies»                                              | Тони Уормби      | Ленн К. Розенфельд                                                              | 2 января 2008    | 2.19                |
| Серена, Блэр, Чак и Нейт с одноклассниками устраивают вечеринку в школьном бассейне, праздник заканчивается несчастным случаем и теперь всем участникам грозит наказание. Дэн обеспокоен своим будущим, ведь такая запись в личном деле может поставить крест на его поступление в университет, однако богатые подростки не намерены раскрывать «организатора» вечеринки. Ванесса, которая занята съемками документального фильма о жизни старшеклассников, неожиданно снимает сцену выяснения отношений между Чаком и Блэр. |            |                                                                            |                  |                                                                                 |                  |                     |
| 13 | 13         | «Тонкая линия между Чаком и Нейтом» «The Thin Line Between Chuck and Nate» | Норман Бакли     | Фелиция Д. Хендерсон                                                            | 9 января 2008    | 2.27                |
| Серена ван дер Вудсен замечена за покупкой теста на беременность, но правда на Верхнем Ист-Сайде, куда интереснее догадок. Дэн признается Серене в любви, но она просит его не говорить этого, только из-за того, что он думал, что она беременна. Из сообщений от Сплетницы школьники узнают, что тест предназначался для Блэр и что у Королевы Би есть еще один секрет. Блэр решает улететь во Францию к отцу, но Серене удается убедить её остаться. |            |                                                                            |                  |                                                                                 |                  |                     |
| 14 | 14         | «Коварный план Блэр» «The Blair Bitch Project»                             | Дж. Миллер Тобин | К.Й. Стейнберг                                                                  | 21 апреля 2008   | 2.50                |
| Заручившись поддержкой Серены, Блэр возвращается в школу после каникул. Но у Серены у самой полно проблем, одна из них Чак, с которым она теперь живет под одной крышей и совсем скоро породнится, плюс странные посылки, которые она получает от неизвестного отправителя. Дженни, в свою очередь, так пытается вписаться в новый круг, что совершает кражу. Лили и Барт готовятся к свадьбе. |            |                                                                            |                  |                                                                                 |                  |                     |
| 15 | 15         | «В Отчаянных поисках Серены» «Desperately Seeking Serena»                  | Майкл Филдс      | Фелиция Д. Хендерсон                                                            | 28 апреля 2008   | 2.53                |
| Мир Серены переворачивается с ног на голову, когда в город возвращается её старая знакомая Джорджина Спарск. Серена скрывает эту новость от друзей и парня, а за помощью обращается к Чаку. Дженни решительно настроена стать новой королевой, первый шаг – найти короля, претендентом становится Ашер. Блэр полностью поглощена школьными интригами, новая жертва Нэлли Юки. Неожиданно для окружающих Нейт и Ванесса начинают видеться чаще. |            |                                                                            |                  |                                                                                 |                  |                     |
| 16 | 16         | «Все о моем брате» «All About My Brother»                                  | Дженис Кук       | Пол Скарротта                                                                   | 5 мая 2008       | 2.12                |
| Джорджина остается в городе и угрожает раскрыть страшную тайну из прошлого Серены, вдобавок набивается в подруги к Дэну, под именем Сара. Блэр и Дженни продолжают сражаться за титул Королевы, распространяя слухи друг о друге, через Сплетницу. Бойфренд Дженни не вызывает доверия у её старшего брата, Дэн уверен, что парень что-то скрывает, вскоре Дженни предстоит узнать цену «титула». Руфус не может найти общий язык с дочерью и обращается за помощью к Лили. |            |                                                                            |                  |                                                                                 |                  |                     |
| 17 | 17         | «Женщина на грани» «Woman on the Verge»                                    | Тони Уормби      | Джошуа Сафран                                                                   | 12 мая 2008      | 2.71                |
| После признания в убийстве Серена возвращается к своим старым привычкам. Нейту, Чаку и Блэр придётся отбросить свои разногласия, чтобы помочь подруге. Серена не решается признаться во всем Дэну и вместо этого делает ему больно, говоря, что изменила ему. Руфус взволнован предстоящим концертом, на котором появляется Лили, та, которую он меньше всего ожидал увидеть, ведь в этот вечер была репетиция её свадьбы. Дэн узнает, что настоящее имя Сары — Джорджина. |            |                                                                            |                  |                                                                                 |                  |                     |
| 18 | 18         | «Много пустых обещаний» «Much 'I Do' About Nothing»                        | Норман Бакли     | Джош Шварц, Стефани Сэвадж                                                      | 19 мая 2008      | 3.00                |
| Серена решает признаться во всем Дэну, но сможет ли это починить их отношения? Блэр решает избавиться от злодейки и манипуляторши Джорджины Спаркс раз и навсегда, отправив её туда, где она не сможет навредить, на помощь Блэр приходит Дэн Хамфри. Ночь накануне свадьбы с Бартом Лили проводит с Руфусом. Отец Нейта возвращается из реабилитационного цента, но он не намерен оставаться в городе и даже в стране. Чак и Блэр планируют провести каникулы вместе в Европе. |            |                                                                            |                  |                                                                                 |                  |                     |

### Сезон 2: 2008—2009
| № общий | № в сезоне | Название                                                                       | Режиссёр            | Автор сценария                          | Дата премьеры    | Зрители в США (млн) |
| --- | ---------- | ------------------------------------------------------------------------------ | ------------------- | --------------------------------------- | ---------------- | ------------------- |
| 19 | 1          | «Лето, почти замечательное» «Summer, Kind of Wonderful»                        | Дж. Миллер Тобин    | Джошуа Сафран                           | 1 сентября 2008  | 3.43                |
| Каникулы в Хэмптоне подходят к концу. Все лето Серена и Нейт изображали пару, чтобы прикрыть друг друга — Серена переживает из-за расставания с Дэном, а Нейт завел интрижку с замужней женщиной. Блэр возвращается из Европы под ручку с новым парнем, чем вызывает ревность у Чака. Детишки Хамфри всё лето провели в Нью-Йорке, пока их отец колесил с туром. Дэну удалось поработать с известным автором, но у него возникают проблемы с вдохновением, и Хамфри решает отправиться в Хэмптон и расставить все точки над i в их отношениях с Сереной. Дженни все каникулы трудилась в мастерской Элеонор Уолдорф. |            |                                                                                |                     |                                         |                  |                     |
| 20 | 2          | «Никогда не быть Маркусом» «Never Been Marcused»                               | Майкл Филдс         | Стефани Сэвадж                          | 8 сентября 2008  | 3.25                |
| Блэр на седьмом небе от счастья, ведь в бойфренды ей достался самый настоящий британский лорд, но не все так просто, Маркус не спешит знакомить Блэр со своей семьей. Серена соглашается держать возобновленные отношения с Дэном в секрете от семьи и друзей, пока они сами во всем не разберутся. Нейта начинают тяготить отношения со взрослой женщиной, однако именно герцогиня Кэтрин помогает ему с финансовыми проблемами. |            |                                                                                |                     |                                         |                  |                     |
| 21 | 3          | «Темная ночь» «The Dark Night»                                                 | Дженис Кук          | Джон Стефенс                            | 15 сентября 2008 | 3.73                |
| Блэр устраивает вечеринку к началу учебного года, в самый разгар вечера весь город погружается во мрак. Серена и Дэн застревают в лифте и как бы они не старались избежать серьезного разговора, им все же предстоит выяснить отношения. Блэр обеспокоена отношением Маркуса к ней, а Чак потерял интерес ко всем женщинам, кроме Блэр. Нейт разрывается между Ванессой и сложными отношениями с Кэтрин. Дженни практически теряет работу, после того, как Элеонор слышит критику из её уст в адрес своих моделей. |            |                                                                                |                     |                                         |                  |                     |
| 22 | 4          | «Экс-файлы» «The Ex Files»                                                     | Джим Маккей         | Роберт Халл                             | 22 сентября 2008 | 3.33                |
| Серена тяжело переживает разрыв с Дэном, ситуацию ухудшает то внимание, которое оказывает Дэн новенькой в школе Аманде. Блэр и её свита, чтобы поддержать подругу, решают саботировать еще даже не начавшиеся отношения "одинокого парня" и Аманды. Ванесса узнает секрет герцогини, который может помочь Нейту, и по совету Дэна приходит за помощью к Блэр. Лили, чувствуя одиночество, приходит к Руфусу, но на этот вечер у него другие планы. |            |                                                                                |                     |                                         |                  |                     |
| 23 | 5          | «Возвышение Серены» «The Serena Also Rises»                                    | Патрик Норрис       | Джессика Квеллер                        | 29 сентября 2008 | 3.40                |
| Блэр приходит в ярость, когда узнает, что на шоу Элеонор лучшие места, с подачи Дженни, достались Серене и её новой знакомой Поппи Лифтон. Но все попытки сорвать шоу заканчиваются триумфом Серены и Дженни. Тем временем Дэн решает приобрести новый опыт и посмотреть, как и чем живет Чак Басс, на счастье Хамфри Чак немного заскучал и "одинокому парню" предстоит узнать много нового. Лили тем временем выясняет, что у Барта есть довольно подробное досье на неё и самые темные тайные прошлого известны новоиспеченному мужу. |            |                                                                                |                     |                                         |                  |                     |
| 24 | 6          | «Нью Хэвен может подождать» «New Haven Can Wait»                               | Норман Бакли        | Александра МакНалли, Джошуа Сафран      | 13 октября 2008  | 3.31                |
| После ссоры с Блэр Серена меняет планы и вместо Брауна решает отправиться в Йель, тем более, что ей пришло рукописное приглашение. Чак, Дэн и Нейт также намерены провести выходные в Йеле. Дэн пытается спасти своё положение, ведь он не получил ни одной рекомендации, Нейт отправляется в Йель по настоянию родных и случайно слышит нелестные отзывы о своей семье и при знакомстве с девушкой представляется как Дэн Хамфри. Чака, тем временем, похищают члены братства "Череп и кости". Дженни в городе и приглашает отца провести с ней день на работе. |            |                                                                                |                     |                                         |                  |                     |
| 25 | 7          | «Настоящая жизнь Чака» «Chuck in Real Life»                                    | Тони Уормби         | Ленн К. Розенфельд                      | 20 октября 2008  | 3.03                |
| Ванесса намерена спасти бар в Бруклине, но для этого необходимо собрать большое количество подписей, тогда Ванесса решается на шантаж. А шантажировать она намерена Блэр, тем более что у неё припасена скандальная фотография Маркуса и Кэтрин. Наглость Ванессы заставляет Блэр пойти на сделку с Чаком. В семье ван дер Вудсен/Басс новые правила, установлен комендантский час, Серена не намерена мириться с матерью, которая старается угодить очередному мужу. Тем временем Дэн узнает секрет Нейта и приглашает пожить друга у себя. |            |                                                                                |                     |                                         |                  |                     |
| 26 | 8          | «Бедняжка Дженни» «Pret-a-Poor-J»                                              | Вонди Куртис-Холл   | Аманда Лэшер                            | 27 октября 2008  | 3.05                |
| Игры Чака и Блэр заходят в тупик, никто не хочет признаваться в любви первым. На помощь приходят Дэн и Серена. Воспользовавшись советами Дэна, Блэр намерена пойти на риск, но последние слова Дэна вселяют в неё неуверенность. В это же время Малышка Дженни с подачи модели Агнес решает уйти от Элеонор и, не сказав отцу, бросает работу. В галерее Руфуса намечается выставка молодого художника Аарона Роуза, которого определенно интересует Серена ван дер Вудсен. |            |                                                                                |                     |                                         |                  |                     |
| 27 | 9          | «Могла бы быть и кровь» «There Might Be Blood»                                 | Майкл Филдс         | Итан Франкель, Джон Стефенс             | 3 ноября 2008    | 3.16                |
| Серена намерена пригласить старого знакомого на вечер организованный в честь Лили и Барта, но быстро меняет своё решение. Надеясь, что это повысит её шансы на попадание в Йельский Университет, Блэр наивно соглашается на роль няни для 15-летней Эммы Бордман, но вскоре Блэр понимает, что, возможно, путь в Йель после этого вечера будет для неё закрыт. Тем временем Дженни и Агнес планируют сорвать торжественное мероприятие в высшем обществе, устроив показ одежды от Дженни Хамфри. |            |                                                                                |                     |                                         |                  |                     |
| 28 | 10         | «Костер тщеславия» «Bonfire of the Vanity»                                     | Дэвид фон Анкен     | Джессика Квеллер                        | 10 ноября 2008   | 2.88                |
| Блэр не в восторге от нового мужчины в жизни своей матери и намерена разбить влюбленную парочку. Дженни переезжает к Ангес, девушки планируют запустить совместно линию одежды. Отношения Аарона и Серены набирают обороты, но, похоже, парень не готов отказаться от своего прежнего образа жизни. Дэн намерен завоевать расположение Барта Басса для написания статьи для серьезного издания. |            |                                                                                |                     |                                         |                  |                     |
| 29 | 11         | «Великолепные Арчибальды» «The Magnificent Archibalds»                         | Жан Де Сегонзак     | Джошуа Сафран                           | 17 ноября 2008   | 2.89                |
| Дженни намерена официально отказаться от опеки родителей, чем приводит в шок Руфуса, Лили решает выступить посредником и помочь наладить отношения Дженни с родителями. Блэр недовольна новыми традициями Дня Благодарения, но еще больше её расстраивают совместные планы на будущее Элеонор и Сайруса. Серена пытается скрыть своё прошлое от нового бойфренда, тем временем Эрик находит досье на всех членов своей семьи. Чак и Ванесса объединяются, чтобы помочь Нейту. |            |                                                                                |                     |                                         |                  |                     |
| 30 | 12         | «Эта замечательная ложь» «It's a Wonderful Lie»                                | Патрик Норрис       | Роберт Халл                             | 1 декабря 2008   | 3.11                |
| Блэр и Чак спорят, что смогут найти идеальную пару другого на Ежегодный Зимний Бал. Бывшая девушка Аарона Лекси проявляет интерес к Дэну, чем вызывает противоречивые чувства у Серены. Нейт, Ванесса и Дженни оказываются в трудной ситуации, которая ставит их дружбу и сердца под удар. Финал бала будет трагическим. |            |                                                                                |                     |                                         |                  |                     |
| 31 | 13         | «О брат, где же ты Барт?» «O Brother, Where Bart Thou?»                        | Джо Лазаров         | Стефани Сэвадж                          | 8 декабря 2008   | 2.99                |
| После смерти Барта Басса жизни окружающих переворачиваются с ног на голову. Лили винит себя, из-за того, что в день гибели мужа намеревалась расстаться с ним. Также всплывает секрет из прошлого Лили, который имеет прямое отношение к Руфусу. Чак не хочет принимать помощи от своих друзей, даже слова Блэр не в состоянии остановить его от разрушительного поведения. Но на форе всеобщей грусти есть место для небольшой радости, Сайрус и Элеонор женятся. |            |                                                                                |                     |                                         |                  |                     |
| 32 | 14         | «В царстве Бассов» «In the Realm of the Basses»                                | Тони Уормби         | Джон Стефенс                            | 5 января 2009    | 2.96                |
| После похорон Барта на Верхний Ист-Сайд прибывает Джек Басс, чтобы помочь своему племяннику, но для начала Чака необходимо найти. Пытаясь забыть о боли, причерченной Чаком, Блэр направляет свои усилия на попадание в престижный дамский клуб. Дженни возвращается в школу и намерена противостоять Пенелопе. Серена после зимних каникул возвращается из Буэнос-Айреса в одиночестве. |            |                                                                                |                     |                                         |                  |                     |
| 33 | 15         | «Унесенные желанием» «Gone with the Will»                                      | Тришиа Брок         | Аманда Лэшер                            | 12 января 2009   | 2.85                |
| Чак, Джек и Лили из завещания узнают дальнейшую судьбу Империи Басс. Джек не намерен мириться с последней волей брата и сделает все возможное, чтобы заполучить власть. Дэн скрывает от Серены тайну Лили и Руфуса, давая возможность Лили самой признаться, но секрет все равно всплывает. |            |                                                                                |                     |                                         |                  |                     |
| 34 | 16         | «Вам письмо из Йеля» «You've Got Yale!»                                        | Дженис Кук          | Джошуа Сафран                           | 19 января 2009   | 2.22                |
| Это очень напряжённое время года, когда ученики Констанс Биллард и Сант Джуд Надел узнают, кто является — и не является, достойным досрочного поступления в Йельский университет. Серена привязывается к своей новой преподавательнице Шекспира, Рэйчел, которая не имеет ни малейшего понятия, что будет страдать от гнева Блэр, после того, как она поставит ей первую "B" за её карьеру в подготовительной школе. Чак находит неожиданного союзника в войне с Джеком за Bass Industries. Кроме того, Нейт и Ванесса проводят романтический вечер в опере. |            |                                                                                |                     |                                         |                  |                     |
| 35 | 17         | «Познание мисс Карр» «Carrnal Knowledge»                                       | Элизабет Аллен      | Александра МакНалли, Ленн К. Розенфельд | 2 февраля 2009   | 2.31                |
| В отместку учительницы Рэйчел решает не играть по неписаным правилам Констанс Биллард, Блэр придумывает план, чтобы опустить её с небес. После того, как Чак просыпается в гостинице лишь с незначительными воспоминаниями того, что произошло накануне вечером, и с кем он провел этот вечер, Нейт и Ванесса пытаются помочь ему заполнить недостающие фрагменты того, что оказывается все более интригующей тайной. |            |                                                                                |                     |                                         |                  |                     |
| 36 | 18         | «Век разлада» «The Age of Dissonance»                                          | Норман Бакли        | Джессика Квеллер                        | 16 марта 2009    | 2.33                |
| Ученики старших классов в Констанс Биллард и Сант Джуд Надел задействованы в постановке "Эпохи невинности" и понимают, что конфликты в их личных жизнях зеркально отображены в пьесе. Серена влюбляется в режиссёра пьесы, Джулиана, и вербует Ванессу в помощники, используя её знания о театре, чтобы привлечь внимание не незаинтересованного, в противном случае, парня. Блэр получает разрушительные новости о её будущем, что приводит её к охоте на ведьм за ответственным лицом. Ден и Рэйчел согласились держаться подальше друг от друга вследствие того, что они являются учеником и учителем, но понимают, что невозможно сдержать данное обещание. Чак получает помощь от невероятного источника — своего заклятого врага, Картера Бейзена. |            |                                                                                |                     |                                         |                  |                     |
| 37 | 19         | «Дедушка» «The Grandfather»                                                    | Дж. Миллер Тобин    | Роберт Халл, Итан Франкель              | 23 марта 2009    | 2.25                |
| Опустошенная последним поворотом сюжета в её жизни, Блэр отворачивается от её предсказуемого существования Уолдорф, в пользу более запутанного образа жизни, вызывая у Серены и Чака серьезные опасения по поводу их друга. Ванесса убеждает Нейта, что это, может быть, время, чтобы «простить и забыть», когда дело доходит до Ван дер Бильтов — кеннедской семьи его матери, которые отказались от них, когда те нуждались в поддержке больше всего. Кроме того, в ошибочном усилии быть полностью честными друг с другом, Лили и Руфус дают согласие поделиться списками своих бывших любовников. |            |                                                                                |                     |                                         |                  |                     |
| 38 | 20         | «Все, что осталось от Дженни» «Remains of the J»                               | Эллисон Лидди-Браун | Сара Франк-Мельцер                      | 30 марта 2009    | 2.45                |
| Серена решает организовать для Дженни вечеринку в честь дня рождения, но все выходит из-под контроля, когда Поппи Лифтон превращает небольшую вечеринку в грандиозное празднование. В момент слабости Ванесса соглашается помочь Чаку с его планом в отношении Блэр и Нейта. Руфус узнает, что Дэн не получил стипендию Йеля, и ищет возможности помочь сыну и оплатить его образование. |            |                                                                                |                     |                                         |                  |                     |
| 39 | 21         | «Седер» «Seder Anything»                                                       | Джон Стефенс        | Аманда Лэшер                            | 20 апреля 2009   | 2.37                |
| Серена возвращается из поездки в Испанию с Поппи и Габриэлем. Блэр устраивает тайное соглашение с дедом Нейта, Уильямом, а Нейт узнает некоторую тревожную информацию об аресте своего отца. Между тем Ден устраивается на работу в качестве официанта, чтобы заработать деньги на колледж, но сожалеет об этом, когда обнаруживает, что мероприятием является Пасхальный Седер в пентхаусе Уолдорфов, где гостями будут некоторые из его друзей и семьи. |            |                                                                                |                     |                                         |                  |                     |
| 40 | 22         | «Джентльмены с юга предпочитают блондинок» «Southern Gentlemen Prefer Blondes» | Патрик Норрис       | Лейла Герштейн                          | 27 апреля 2009   | 1.97                |
| Джорджина возвращается в Верхний Ист-Сайд, после прохождения глобальной трансформации. Чак и Нейт оказываются на перекрёстке дружбы, в результате их взаимной заинтересованности в Блэр. Серена обнаруживает, что её отношения с Габриэлем становятся все более сложными. |            |                                                                                |                     |                                         |                  |                     |
| 41 | 23         | «Гнев мошенника» «The Wrath of Con»                                            | Дженис Кук          | Сара Гудман                             | 4 мая 2009       | 2.22                |
| Блэр оказывает давление на Джорджину, чтобы та помогла ей в афере и таким образом загладила своё прошлое плохое поведение. Соперничество между Нейтом и Чаком за Блэр достигает критической точки. Лили разрабатывает секретный план, чтобы помочь Руфусу с обучением Дена в колледже. |            |                                                                                |                     |                                         |                  |                     |
| 42 | 24         | «Девушки из долины» «Valley Girls»                                             | Марк Пизнарский     | Джош Шварц, Стефани Сэвадж              | 11 мая 2009      | 2.30                |
| В специальных воспоминаниях о 1980-х, прежде чем она стала Лили ван дер Вудсен, 17-летняя Лили Родос оказывается отчисленной из школы-интерната и убегает в Лос-Анджелес, чтобы воссоединиться с родителями Риком и Сиси и её старшей сестрой, Кэрол. Плюс, No Doubt играет группу восьмидесятых под названием «Snowed Out». В настоящее время в Нью-Йорке Блэр и Нейт собираются пойти на выпускной вместе, но вечер проходит не так, как задумано — возможно, Чак имеет к этому отношение. Серена и Лили не сходятся во взглядах на последнюю стычку Серены с законом. |            |                                                                                |                     |                                         |                  |                     |
| 43 | 25         | «Прощай, Сплетница» «The Goodbye Gossip Girl»                                  | Норман Бакли        | Джошуа Сафран                           | 18 мая 2009      | 2.23                |
| Сплетница решает оживить окончание школы в Констанс Биллард и Сент Джуд, отправив в разгаре церемонии шокирующее и наносящее ущерб сообщение, чем заставляет Серену обдумать план атаки. Попытки разоблачения только ухудшают положение, Сплетница выдает новую порцию "новостей" и героям предстоит узнать много нового друг о друге. Свита Блэр бросает Дженни, претендующей на роль Королевы в следующем году. Лили и Руфус пытаются восстановить свои отношения после предательства Лили. |            |                                                                                |                     |                                         |                  |                     |

### Сезон 3: 2009—2010
| № общий | № в сезоне | Название                                                                            | Режиссёр         | Автор сценария                | Дата премьеры    | Зрители в США (млн) |
| --- | ---------- | ----------------------------------------------------------------------------------- | ---------------- | ----------------------------- | ---------------- | ------------------- |
| 44 | 1          | «Повороты судьбы» «Reversals of Fortune»                                            | Дж. Миллер Тобин | Джошуа Сафран                 | 14 сентября 2009 | 2.55                |
| Лето подходит к концу, Чак и Блэр безумно влюблены и привыкают к новому статусу, к тому, что они стали парой, но, как и следовало ожидать, они нарушат все правила свиданий. Серена из путешествия по Европе привозит секреты и сложные отношения с Картером Бейзеном. Нейт из своего путешествия возвращается с незнакомкой. Руфус, Дэн и Дженни провели лето в Хэмптоне, "приспосабливаясь" к шикарной жизни ван дер Вудсен, адаптация проходит успешно. |            |                                                                                     |                  |                               |                  |                     |
| 45 | 2          | «Первокурсник» «The Freshman»                                                       | Норман Бакли     | Аманда Лэшер                  | 21 сентября 2009 | 1.97                |
| Первый день в Университете Нью-Йорка для Блэр, Дэна и Ванессы. Блэр решительно настроена сохранить свой статус Королевы, однако у её соседки по комнате Джорджины совсем другие планы, она намерена сделать из Блэр социального изгоя. Серена не собирается в Браун, но признаться в этом может лишь Чаку, в номере которого и решает остановиться. Но их отношения усложняются, когда Серена срывает сделку. Нейт и Бри готовы объявить о своих отношения, но это может создать проблемы, ведь их семьи являются политическими соперниками. |            |                                                                                     |                  |                               |                  |                     |
| 46 | 3          | «Потерянный парень» «The Lost Boy»                                                  | Жан Де Сегонзак  | Роберт Халл                   | 28 сентября 2009 | 2.36                |
| Драки не избежать на Верхнем Ист-Сайде, когда Чак и Блэр оба положили глаз на определенный лот аукциона Sotheby’s и персональные ставки очень высоки. Серена подозревает Картера в том, что он вернулся к своим старым привычкам. Джорджина заинтересовалась Дэном, а Ванесса начинает подозревать, что Скотт не тот, за кого себя выдает. |            |                                                                                     |                  |                               |                  |                     |
| 47 | 4          | «Дэн на премьере» «Dan de Fleurette»                                                | Марк Пизнарский  | Джон Стефенс                  | 5 октября 2009   | 2.08                |
| Первый школьный день в Костанс Биллиард, а это значит, что Дженни время занять место новой Королевы. К несчастью для Дженни, Блэр очень даже рада вмешаться, когда до неё доходят слухи, что она нужна в Констанс. Лили возвращается домой к Руфусу и семье и понимает, что порядок вещей не такой, как до её отъезда. Известная актриса Оливия Берк регистрируется в NYU и становится соседкой по комнате Ванессы. Она надеется вести обычную жизнь. |            |                                                                                     |                  |                               |                  |                     |
| 48 | 5          | «Руфус женится» «Rufus Getting Married»                                             | Рон Фортунато    | Лейла Герштейн                | 12 октября 2009  | 2.36                |
| Руфус и Лили откладывают дату свадьбы, что-то или кто-то встаёт между этими двумя. Чак обнаруживает секрет Картера, который он скрывал от Серены. Джорджина втягивает Дэна и Ванессу в свои интриги. Блэр начинает подозревать Бри и делится своими догадками с Нейтом. |            |                                                                                     |                  |                               |                  |                     |
| 49 | 6          | «Достаточно о Еве» «Enough About Eve»                                               | Джон Стефенс     | Джейк Коберн                  | 19 октября 2009  | 1.98                |
| Ванесса, надеясь наконец получить одобрение своей матери Габриэлы, отчаянно соревнуется с Блэр за право говорить торжественную речь в NYU. Но какой ценой? Дэн приглашает Оливию познакомиться с Руфусом и Лили, что приведёт ко всевозможным проблемам для новой пары. Серена и Нэйт объединяются, чтобы помочь Картеру Бэйзену. |            |                                                                                     |                  |                               |                  |                     |
| 50 | 7          | «Как добиться успеха в БАССнесе» «How to Succeed in Bassness»                       | Джо Лазаров      | Сара Гудман                   | 26 октября 2009  | 2.31                |
| В поисках рекламы для своего нового заведения Чак решает заручиться поддержкой Серены, которая замолвит пару слов о его клубе свои знаменитым клиентам. Чувствуя себя выкинутой из игры, Блэр пытается получить одобрение Чака, тайно помогая с организацией вечера открытия. Дэн расстроен после просмотра знаменитой любовной сцены Оливии с её коллегой Патриком Робинсоном, который, ко всему прочему, был её бойфрендом в реальной жизни. Дженни предстоит выбрать между дружбой с Эриком и статусом королевы. Руфус увлекает Лили в дух Хэллоуина. |            |                                                                                     |                  |                               |                  |                     |
| 51 | 8          | «Дедушка: Часть 2» «The Grandfather: Part II»                                       | Марк Пизнарский  | Ленн К. Розенфельд            | 2 ноября 2009    | 1.98                |
| Оливия говорит кое-что, о чем потом жалеет, на шоу Джимми Фэллона, и всеми силами пытается сделать так, чтобы Дэн его не посмотрел. День выборов на носу, Нэйт подозревает своего деда в том, что он ни перед чем не остановится, только бы Трипп был избран в конгресс. В запале от очередной ссоры с Сереной, Блэр "делает" своей новой подругой малознакомую девицу и берет её с собой на организованную в честь выборов вечеринку, которая проходит в новом отеле Чака. Конечно же, с намерением позлить Серену и заставить её ревновать. |            |                                                                                     |                  |                               |                  |                     |
| 52 | 9          | «Загнанных Хамфри пристреливают, не правда ли?» «They Shoot Humphreys, Don't They?» | Элисон Маклин    | Аманда Лэшер                  | 9 ноября 2009    | 2.37                |
| Недовольна тем, что она только королева Констанса, Дженни делает виды на то, чтобы стать королевой и всего Верхнего Ист-Сайда, сделав так, чтобы на Бал Дебютанток её сопровождал самый горячий парень. Нэйт и Чак сговариваются между собой, чтобы помочь Серене и Блэр восстановить их былую дружбу. Дэн расстроен тем, что Оливия подумывает оставить учебу ради съемок в фильме. |            |                                                                                     |                  |                               |                  |                     |
| 53 | 10         | «Последние дни веселья» «The Last Days of Disco Stick»                              | Тони Уормби      | Лейла Герштейн                | 16 ноября 2009   | 2.24                |
| Желая произвести впечатление на театральную элиту студентов Университета Нью-Йорка (NYU), Блэр устраивает концерт самого популярного исполнителя года Lady GaGa. Дэн соглашается написать, а Оливия — сыграть роль в постановке, срежиссированной Ванессой и основанной на идее Блэр. Без Блэр в поле зрения, Серена ищет поддержки у Нэйта, ей нужна помощь в преодолении сложной ситуации. Делая одолжение Чаку, Дженни соглашается провести некоторое время с сыном посла Дэмианом, который остановился в отеле Чака, этот опыт для Дженни окажется более интригующим, чем она ожидала. |            |                                                                                     |                  |                               |                  |                     |
| 54 | 11         | «Ценности Серены» «The Treasure of Serena Madre»                                    | Марк Пизнарский  | Роберт Халл, Джошуа Сафран    | 30 ноября 2009   | 2.23                |
| Это не было бы Днем Благодарения на Верхнем Ист-Сайде, если бы на праздник не разыгралось одной-двух серьезных драм. Блэр подозревает свою мать в том, что та скрывает от неё какую-то большую тайну, но в результате это оказывается нечто абсолютно другое. Ванесса должна была отпраздновать День Благодарения со своей семьей, но, разругавшись в пух и прах со своей матерью, она появляется на пороге Дэна. Руфус узнает, что Лили соврала ему о своей матери Сиси. Чак рассказывает Нэйту, что у него есть потенциально сокрушительная информация про одного из их друзей. Дженни узнает, что Эрик стоял за её публичным унижением, которое она испытала на Бале Дебютанток. Она это так просто не оставит. Лили ставит Серену в очень неловкое положение, пригласив на семейный ужин Триппа с его женой... |            |                                                                                     |                  |                               |                  |                     |
| 55 | 12         | «Возвращение Барта» «The Debarted»                                                  | Джейсон Энслер   | Стефани Сэвадж                | 7 декабря 2009   | 2.21                |
| На годовщину смерти Барта Басса Чак пытается справиться с эмоциональными проблемами прошлого и на Верхнем Ист-Сайде происходит авария. Дэн и Ванесса пытаются направить в нужное русло так внезапно осложнившуюся дружбу. Когда Дженни обвиняют в том, что она побила одного из своих одноклассников, перед Эриком предстает сложная дилемма. |            |                                                                                     |                  |                               |                  |                     |
| 56 | 13         | «Медальон боли» «The Hurt Locket»                                                   | Тони Уормби      | Сара Гудман                   | 8 марта 2010     | 1.74                |
| Дженни придумывает план, чтобы помочь Дэмиану на вечере, который организовывает французский посол, но он очень быстро оставляет её за бортом, когда на горизонте рисуется некто третий. Блэр советует Серене не спешить в отношениях с Нэйтом, но это в конечном итоге привело к обратному эффекту — не спеша тикающие часы превратились в бомбу замедленного действия. В то же время Блэр просит Чака помочь ей произвести эффект в неком элитном закрытом обществе, но как только он находит медальон с фотографией своего отца внутри, то не может успокоиться и пытается найти его мистического владельца, надеясь, что тот расскажет про тайну его прошлого. Плюс Руфус избегает Лили. |            |                                                                                     |                  |                               |                  |                     |
| 57 | 14         | «Исчезнувшая дама» «The Lady Vanished»                                              | Эндрю Маккарти   | Роберт Халл, Аманда Лэшер     | 15 марта 2010    | 1.73                |
| Чак, быть может, и нашел ответ, который так долго искал, но у Блэр и Серены различные мнения о том, что же он должен делать дальше. Надеясь вернуть свои прежние дружеские отношения, Дэн и Ванесса отправляются на студенческую пляжную вечеринку, но получится ли у них доказать, что "жизнь — это веселье нон-стоп", или все окажется намного сложней и запутанней, чем они думали? Лили делает неправильные выводы, когда застает Дэмиана вместе с Дженни в её комнате. Когда Руфус требует, чтобы Дженни переехала с ним обратно в Бруклин, то его дочь принимает радикальное решение. |            |                                                                                     |                  |                               |                  |                     |
| 58 | 15         | «Шестнадцатилетняя девственница» «The Sixteen Year Old Virgin»                      | Венди Станцлер   | Лейла Герштейн                | 22 марта 2010    | 1.90                |
| Несмотря на то, что Дженни получила запрет выходить из дома, она продолжает видеться с Дэмианом, который говорит ей, что хочет с ней переспать. Лили рассказывает Руфусу свою самую большую тайну, которую она от него скрывала, хотя понимает, что это очень большой риск. Дэн и Ванесса исследуют новые грани своей дружбы. Чак вынужден принять очень сложное решение насчет своего отеля. |            |                                                                                     |                  |                               |                  |                     |
| 59 | 16         | «Джек наносит удар по Империи» «The Empire Strikes Jack»                            | Джо Лазаров      | Джейк Коберн                  | 29 марта 2010    | 1.69                |
| Чак находит себя опять втянутым в противостояние со своим дядей, Джеком Бассом. Элеонор ставит перед Блэр задачу, чтобы её последний показ прошел на высшем уровне и получил выгодного заказчика. Руфус хочет, чтобы Дженни реабилитировала себя, помогая Элеонор с подготовкой к показу, но благо переходит во вред, когда становится ясно, что одной из моделей будет Агнесс. |            |                                                                                     |                  |                               |                  |                     |
| 60 | 17         | «Бесчестные Бассы» «Inglourious Bassterds»                                          | Жан Де Сегонзак  | Ленн К. Розенфельд            | 5 апреля 2010    | 1.74                |
| Чак и Блэр столкнулись с самым сложным решением, которое им доводилось решать как паре. Серена планирует вечеринку-сюрприз для Нэйта в честь его дня рождения, но Дженни делает все от неё возможное, чтобы помешать планам своей старшей сводной сестры. Дэн и Ванесса столкнулись с непредвиденными препятствиями в своих отношениях. |            |                                                                                     |                  |                               |                  |                     |
| 61 | 18         | «Невыносимая легкость бытия Блэр» «The Unblairable Lightness of Being»              | Дженис Кук       | Жанна Лейтенберг              | 12 апреля 2010   | 1.86                |
| Чак предлагает устроить для беременной Дороты свадебную церемонию, которая настаивает, чтобы свадьба по всем традициям прошла как можно скорее, ведь она не хочет, чтоб её родители, которые в скором времени приедут из Польши, узнали, что она беременна да еще и без мужа. Дорота просит Чака и Блэр принять участие в церемонии и провести её к алтарю. Серена говорит Нэйту, что завтракает вместе с семьей Хамфри, но вместо этого тайно встречается с Картером Бэйзеном. Руфус узнает, что Лили врала ему все это время про своё местонахождение. |            |                                                                                     |                  |                               |                  |                     |
| 62 | 19         | «Незнакомые любовники» «Dr. Estrangeloved»                                          | Дарнелл Мартин   | Роберт Халл                   | 26 апреля 2010   | 2.05                |
| Когда бывший муж Лили, доктор Уильям ван дер Вудсен, неожиданно появляется на светлых улицах Манхэттена, Серена наконец получает воссоединение, которого она так отчаянно добивалась, но вдруг всплывающие обстоятельства очень далеки от идеалов, которые были у неё в голове. Когда у Нэйта и Серены продолжается напряжение в отношениях, Дженни тут как тут, чтобы подставить Нэйту дружеское плечо... В это время Дэн узнает, что его не приняли в писательскую программу в Тиш, и Ванесса признается, что она может быть как-то к этому причастна. |            |                                                                                     |                  |                               |                  |                     |
| 63 | 20         | «Это папин, папин, папочкин мир» «It’s a Dad, Dad, Dad, Dad World»                  | Джеремайя Чечик  | Аманда Лэшер                  | 3 мая 2010       | 1.74                |
| Возвращение отца ван дер Вудсена на Верхний Ист-Сайд продолжает вызывать проблемы для конфликтующих между собой Серены, Лили и его длительного конкурента Руфуса. Хорошие отношения Серены и Дженни дали трещину из-за лживости и хитрости маленькой Хамфри. Блэр посещает Колумбийский университет и понимает, что именно там её место. Дэн узнает, что Ванесса скрывала от него еще один секрет. |            |                                                                                     |                  |                               |                  |                     |
| 64 | 21         | «Бывшие жены и мужья» «Ex-Husbands and Wives»                                       | Норман Бакли     | Сара Гудман                   | 10 мая 2010      | 1.79                |
| Любовный треугольник Лили, Руфуса и Уильяма достигает апогея, когда все больше всплывающих наружу тайн и секретов шокируют как родителей, так и детей. Дэн и Ванесса пытаются обходиться друг без друга, но находят это чрезвычайно сложным. Блэр снова начинает чувствовать себя уверенной в самой себе, но не может без беспокойства смотреть на отчуждённость своей лучшей подруги и настойчивое внимание к себе её бывшего парня. Чак и Нэйт забывают старые ссоры и возобновляют свою дружбу, чтобы вернуть себе женщин своей мечты. |            |                                                                                     |                  |                               |                  |                     |
| 65 | 22         | «Последнее танго, затем Париж» «Last Tango, Then Paris»                             | Дж. Миллер Тобин | Джошуа Сафран, Стефани Сэвадж | 17 мая 2010      | 1.96                |
| Чак делает Блэр предложение, от которого она не может отказаться. Дженни должна как-то справляться с последствиями своих манипуляций в прошлом, но отказывается просто так покинуть поле битвы без последнего боя. Джорджина возвращается на Верхний Ист-Сайд. Она жаждет мести, но не может перестать думать только о Дэне. Очередная бомба, сброшенная Сплетницей, вовлечет Дэна и грозит большими проблемами для Нейта и Серены. Серена никогда еще не чувствовала себя так одиноко — достаточно ли ей возвращения отца или станет ли Нэйт именно тем, кто спасет её, перед тем как Уильям покажет себя во всей красе? Все бурные отношения и манипуляции всего сезона достигают своей кульминации рождением ребенка Дороты.                                                                                    |            |                                                                                     |                  |                               |                  |                     |

### Сезон 4: 2010—2011
| № общий | № в сезоне | Название                                                           | Режиссёр            | Автор сценария                | Дата премьеры    | Зрители в США (млн) |
| --- | ---------- | ------------------------------------------------------------------ | ------------------- | ----------------------------- | ---------------- | ------------------- |
| 66 | 1          | «Дневные красавицы» «Belles de Jour»                               | Марк Пизнарский     | Джошуа Сафран, Стефани Сэвадж | 13 сентября 2010 | 1.83                |
| Блэр проводит замечательное лето в Париже, даже не подозревая, что в её бывшего возлюбленного стреляли. Но сколько бы Блэр не пыталась отвлечь себя от боли причиненной Чаком, его таинственное появление в Париже в компании красивой женщины заставит вновь взглянуть на произошедшее. Тем временем опять одинокая Серена наслаждается парижским летом любви, пытаясь уйти от неизбежного решения, в отношении её давних возлюбленных Нейта и Дэна. На Верхнем Ист-Сайде Нейт встречает загадочную девушку по-имени Джульет, которая помогает ему понять, что лето сексуальных завоеваний с помощью маленькой черной книжечки Чака, было всего лишь попыткой уйти от неразрешенных чувств к Серене. Драма с малышом Джорджины и Дэном продолжается. А дом ван дер Вудсен гудит от подготовки к предстоящему модному событию "Fashion’s Night Out". |            |                                                                    |                     |                               |                  |                     |
| 67 | 2          | «Фальшивая личина» «Double Identity»                               | Марк Пизнарский     | Джошуа Сафран, Сара Гудман    | 20 сентября 2010 | 1.84                |
| Наслаждаясь фантастическим отдыхом в Париже, Блэр становится объектом преследования одного симпатичного молодого человека по имени Луи. Она предполагает, что он представитель королевской династии Монако. Очень взволнованная Лили просит Серену помочь ей разыскать Чака, от которого не было ни слуху, ни духу уже многие месяцы. В это время Чак наслаждается новой жизнью в Париже с загадочной девушкой Евой. Джульет хочет помочь Нэйту в отвоевывании Серены обратно, предлагая снова свести Ванессу и Дэна, и таким способом убрать его из пресловутого любовного треугольника Нэйт-Серена-Дэн. |            |                                                                    |                     |                               |                  |                     |
| 68 | 3          | «Необученные» «The Undergraduates»                                 | Норман Бакли        | Аманда Лэшер                  | 27 сентября 2010 | 1.78                |
| В свой первый день в Колумбийском Университете Блэр пытается получить членство в ультра престижном обществе Hamilton House, но её ждет пара больших сюрпризов. Серена начинает подозревать Джульет в намеренном вредительстве и в том, что это может иметь отношение к Нейту. Руфус начинает переживать за Дэна и решает взять дело в свои руки. |            |                                                                    |                     |                               |                  |                     |
| 69 | 4          | «Прикосновение Евы» «Touch of Eva»                                 | Эндрю Маккарти      | Лейла Герштейн                | 4 октября 2010   | 2.00                |
| Нейт начинает подозревать, что Джульет, что-то скрывает от него и решает вывести её на чистую воду. Блэр строит планы по подрыву новообретенного счастья Чака. Дэн разрывается между своими чувствами к Серене и Ванессе. |            |                                                                    |                     |                               |                  |                     |
| 70 | 5          | «Прощай, Колумбийский» «Goodbye, Columbia»                         | Джеремайя Чечик     | Роберт Халл                   | 11 октября 2010  | 1.78                |
| Анонимное сообщение от Сплетницы порождает наносящий огромный вред слух про новую студентку Колумбийского университета Серену ван дер Вудсен. На пути к величию Блэр решает посещать занятия, которые ведёт могущественная бизнесвуман Марта, читающая в Колумбийском несколько лекций, но таинственный молодой человек рушит планы Уолдорф по завоеванию выигрышной позиции ассистентки преподавательницы. |            |                                                                    |                     |                               |                  |                     |
| 71 | 6          | «Легкомысленная Дженни» «Easy J»                                   | Ли Шаллат Чемел     | Джейк Коберн                  | 25 октября 2010  | 1.88                |
| Хоть Блэр ясно дала понять, что присутствию маленькой Хамфри на Манхэттене больше не рады после произошедшего с Чаком, Дженни притягивает возможный только раз в жизни шанс встретиться с Тимом Ганном, потому что эта встреча может изменить её будущее. Серена в свою очередь узнает кое-что о своем новом бойфренде Колине. И это самое кое-что может положить конец их отношениям, которые так хорошо начинались. |            |                                                                    |                     |                               |                  |                     |
| 72 | 7          | «Война в доме Роузов» «War at the Roses»                           | Джо Лазаров         | Джессика Квеллер              | 1 ноября 2010    | 1.82                |
| Блэр застигнута врасплох, совсем в нехорошем смысле, ибо на её день рождения пришел нежданный гость. Устав от постоянных игр Чака и Блэр, Нэйт и Серена решают вмешаться. Певица Робин выступает на празднике Блэр. |            |                                                                    |                     |                               |                  |                     |
| 73 | 8          | «Джульет здесь больше не живет» «Juliet Doesn't Live Here Anymore» | Патрик Норрис       | Жанна Лейтенберг              | 8 ноября 2010    | 1.78                |
| Блэр и Чак решают, что в их же интересах оставить прошлое позади и покончить с местью. Нейт решает противостоять Джульет, после того как выясняет тайну, которую она от всех скрывала. Дэн и Нейт понимаю, что все еще испытывают чувства к Серене. |            |                                                                    |                     |                               |                  |                     |
| 74 | 9          | «Ведьмы из Бушвика» «The Witches of Bushwick»                      | Рон Фортунато       | Сара Гудман                   | 15 ноября 2010   | 1.69                |
| Чак организует вечеринку-маскарад "Святие и грешники" в Empire Hotel. На вечеринке Нейт и Дэн не знают, что им делать со странным поведением Серены и спутанными сообщениям от неё. Блэр намерена стать лицом фонда, но Энн Арчибальд обеспокоена тем, что отношения с Чаком Бассом могут стать проблемой. |            |                                                                    |                     |                               |                  |                     |
| 75 | 10         | «Опьяненная» «Gaslit»                                              | Тейт Донован        | Роберт Халл, Джошуа Сафран    | 29 ноября 2010   | 1.96                |
| Чак, Серена, Блэр, Дэн, Дженни и Эрик понимают, что находятся на переломном моменте, когда член одной из семей попадает в больницу. В это время Нэйт пытается помочь своим родителям, Капитану и Энн, оставив их сложное прошлое позади и помирившись с ними. |            |                                                                    |                     |                               |                  |                     |
| 76 | 11         | «Провинциалка» «The Townie»                                        | Джо Лазаров         | Аманда Лэшер, Стефани Сэвадж  | 6 декабря 2010   | 2.06                |
| Блэр и Дэн объединяют свои силы и отправляются в пригород в поисках Джульет. Серена в центре Острофф вспоминает о днях проведенных в школе-интернате. Чак и Лили организуют приём, но у Лили есть тайна, которую она пытается скрыть от Чака. |            |                                                                    |                     |                               |                  |                     |
| 77 | 12         | «Дети не в порядке» «The Kids Are Not All Right»                   | Аллен Крокер        | К.Й. Стейнберг                | 24 января 2011   | 1.58                |
| Неоконченные дела с жителями Верхнего Ист-Сайда приводят бывшего коллегу Барта Басса Рассела Торпа с дочерью в город. Серена и Чак объединяют свои силы против Лили. Блэр понимает, что её мать Элеонор, возможно является ключом для её будущей карьеры. Нейт обеспокоен тем, что его отец попусту проводит время и не воспринимает условно-досрочное освобождение серьезно. |            |                                                                    |                     |                               |                  |                     |
| 78 | 13         | «Демьен Дарко» «Damien Darko»                                      | Джеремайя Чечик     | Лейла Герштейн                | 31 января 2011   | 1.51                |
| Блэр счастлива получив стажировку в W Magazine, но её волнение быстро затухает, когда она узнает что одно из мест досталось Дэну Хамфри. Чак наконец встретил достойных соперников в лице вернувшихся на Верхний Ист-Сайд Рассела Торпа и его дочери. Нейт получает тревожные новости о перспективах бизнеса своего отца. |            |                                                                    |                     |                               |                  |                     |
| 79 | 14         | «Паника соседа» «Panic Roommate»                                   | Эндрю Маккарти      | Джейк Коберн                  | 7 февраля 2011   | 1.62                |
| Блэр просит Нэйта помочь ей добиться расположения своей нервной начальницы Эпперли. Дэмиан приносит еще больше проблем жителям на Верхнего Ист-Сайда. Чак разрывается между бизнесом и удовольствием. |            |                                                                    |                     |                               |                  |                     |
| 80 | 15         | «Светская львица однажды вечером» «It-Girl Happened One Night»     | Барт Венрич         | Александра МакНалли           | 14 февраля 2011  | 1.32                |
| С Расселом Торпом, который в любой момент может отобрать Басс Индастриз, Чак предпринимает отчаянную попытку спасти семейный бизнес. Блэр дают сложное задание во время стажировки в W Magazine, выполнив которое, она получит повышение. Серена не может определиться со своими чувствами к Бену. |            |                                                                    |                     |                               |                  |                     |
| 81 | 16         | «Пока ты не спишь» «While You Weren't Sleeping»                    | Норман Бакли        | Сара Гудман                   | 21 февраля 2011  | 1.57                |
| Празднование дня рождения и как всегда много драмы на Верхнем Ист-Сайде. Блэр решает ускорить свои планы по становлению, как влиятельной женщины, но заходит слишком далеко. Серена должна сделать выбор между семьей и Беном. Отношения Чака и Лили остаются холодными, после предательства Лили. |            |                                                                    |                     |                               |                  |                     |
| 82 | 17         | «Империя Сына» «Empire of the Son»                                 | Дэвид Уоррен        | Роберт Халл                   | 28 февраля 2011  | 1.39                |
| Мама Бена приезжает в город вынося на поверхность проблемы между Беном и Сереной. Рассел Торп настроен разрушить семейно наследие Чака, но вместе с тем рискует потерять и свою дочь. На Верхний Ист-Сайд возвращается отец Серены и Эрика, Уильям ван дер Вудсен. |            |                                                                    |                     |                               |                  |                     |
| 83 | 18         | «Дети с фотографии» «The Kids Stay in the Picture»                 | Дж. Миллер Тобин    | Джессика Квеллер              | 18 апреля 2011   | 1.43                |
| Пока Лили находится в ожидании последствий своего решения, Уильям ван дер Вудсен, СиСи и Кэрол появляются в городе, чтобы поддержать её и принять участие фотосессии для Taschen "современная королевская семья", частью которого является семья Родс. Без ведома Кэрол, которая всегда старалась держать свою дочь подальше от Верхнего Ист Сайда, Чарли также приезжает в город, девушка хочет встреться с Сереной и другими членами семьи. На Блэр снисходит озарение по поводу её будущего и ей предстоит справиться со знанием того, для чего она предназначена. |            |                                                                    |                     |                               |                  |                     |
| 84 | 19         | «Малышка в розовом» «Petty in Pink»                                | Лиз Фридлендер      | Аманда Лэшер                  | 25 апреля 2011   | 1.55                |
| Серена вербует Чарли, чтобы та под перекрытием в стиле сплетницы выяснила почему Дэн и Блэр так много времени проводят вместе и какую роль неожиданный гость играет в их жизни. С помощью Нейта Рейна решает найти свою давно утерянную мать. Надежды Чака о его наследии разбиваются после раскрытия разрушительной информации из прошлого. |            |                                                                    |                     |                               |                  |                     |
| 85 | 20         | «Принцессы и лягушка» «The Princesses and the Frog»                | Эндрю Маккарти      | Лейла Герштейн                | 2 мая 2011       | 1.27                |
| У Блэр похоже, что мечты начинают сбываться, но Серена грозит испортить все вытащив на свет кое-что из прошлого Блэр. Чарли становится подругой Ванессы, что может иметь или не иметь скрытые последствия. Нэйт разрывается между его отношениями с Рейной и правдой, которую он должен хранить в тайне из лояльности к Чаку. |            |                                                                    |                     |                               |                  |                     |
| 86 | 21         | «Разбитый Басс» «Shattered Bass»                                   | Эллисон Лидди-Браун | Сара Гудман                   | 9 мая 2011       | 1.20                |
| Чарли, наконец, перестает чувствовать себя, как рыба-без-воды с Сереной и её друзьями, но осложнения возникают, когда Чарли предлагается принять участие в Благотворительном бале выпускников Констанс. По дороге к "долго и счастливо", Блэр разрывается между мужчинами в её жизни. Джек Басс вернулся на Верхний Ист-Сайд, чтобы начать цепь событий, которые могут, в конечном итоге, уничтожить Чака и близких ему людей. |            |                                                                    |                     |                               |                  |                     |
| 87 | 22         | «Неверное прощание» «The Wrong Goodbye»                            | Патрик Норрис       | Джошуа Сафран                 | 16 мая 2011      | 1.36                |
| Четвёртый сезон завершается взрывным финалом, включающим возвращение Джорджины Спаркс и появление в ярких эпизодических ролях "дрянных девчонок" Кати и Из из Констанс Биллард. |            |                                                                    |                     |                               |                  |                     |

### Сезон 5: 2011—2012
| № общий | № в сезоне | Название                                                      | Режиссёр         | Автор сценария      | Дата премьеры    | Зрители в США (млн) |
| --- | ---------- | ------------------------------------------------------------- | ---------------- | ------------------- | ---------------- | ------------------- |
| 88 | 1          | «Да, и ничего» «Yes, Then Zero»                               | Марк Пизнарский  | Джошуа Сафран       | 26 сентября 2011 | 1.37                |
| Серене нравится её новая работа в Голливуде, но она делает одну роковую ошибку. Чак и Нэйт приезжают в Лос-Анджелес, составляя Серене компанию на гламурной вечеринке. Блэр и Луи возвращаются из Монако и начинают планировать королевскую свадьбу. Некий журнал собирается опубликовать отрывки из книги Дэна, пока неожиданный союзник не вступает в игру.                     |            |                                                               |                  |                     |                  |                     |
| 89 | 2          | «Красавица и праздник» «Beauty and the Feast»                 | Марк Пизнарский  | Сара Гудман         | 3 октября 2011   | 1.34                |
| Нэйт неожиданно вновь пересекается с Дианой. Серена вынуждает Чарли принять решение, к какому же миру она хочет принадлежать. Дэн ищет Чака, чтобы тот помог остановить публикацию книги, но выясняется, что Чак сам нуждается в помощи. Будущая золовка Блэр, Биатрис, прибывает из Монако.                                                                                      |            |                                                               |                  |                     |                  |                     |
| 90 | 3          | «Ценность отрицания» «The Jewel of Denial»                    | Ларри Шоу        | Аманда Лэшер        | 10 октября 2011  | 1.27                |
| Нэйт должен решить, стоит ли ему переступать через моральные принципы по просьбе Дианы. Дэн определяет, кто собирается опубликовать его книгу и всеми способами начинает этому препятствовать. Чак помогает Дэну примириться с его судьбой, а тот помогает Чаку преодолеть его внутренний эмоциональный барьер. Серена и Чарли возвращаются на Верхний Ист-Сайд из Калифорнии.    |            |                                                               |                  |                     |                  |                     |
| 91 | 4          | «Мемуары невидимки Дэна» «Memoirs of an Invisible Dan»        | Тейт Донован     | Эми Харрис          | 17 октября 2011  | 1.16                |
| После долгих размышлений Дэн собирает вместе Серену, Блэр, Нэйта, Чака, Руфуса и Лили, чтобы рассказать правду про свою книгу. В это время отношения Блэр и Луи достигают апогея, когда Луи читает книгу Дэна. Диана узнает уличительную информацию об одном из друзей Нэйта и использует её для своей выгоды.                                                                    |            |                                                               |                  |                     |                  |                     |
| 92 | 5          | «Пост и ярость» «The Fasting and the Furious»                 | Джо Лазаров      | Питер Элкофф        | 24 октября 2011  | 1.36                |
| В самый разгар празднования Йом Кипур с семьей и друзьями Блэр и Луи оказываются в серьезном противостоянии с семьей Луи. Босс Серены ставит её в неловкое положение. Диана готовится к дебюту New York Spectator. Она надеется, что Нэйт сделает все, что угодно, чтобы спасти положение.                                                                                        |            |                                                               |                  |                     |                  |                     |
| 93 | 6          | «Я - девятый» «I Am Number Nine»                              | Энди Волк        | Джейк Коберн        | 7 ноября 2011    | 1.26                |
| Блэр заставляет всех своих бывших фавориток и Чарли сражаться за место подружек невесты в предстоящей королевской свадьбе. Нэйт, устав хранить в секрете его отношения с Дианой, решает использовать Чарли, чтобы вызвать ревность. Начальница Серены намерена приобрести права на книгу Дэна.                                                                                    |            |                                                               |                  |                     |                  |                     |
| 94 | 7          | «Взрослые больше не спят» «The Big Sleep No More»             | Винс Мисиано     | Дэн Стил            | 14 ноября 2011   | 1.24                |
| Несколько наших любимых жителей Верхнего Ист-Сайда посетят провокационную театральную постановку "Sleep No More". Диана делает ставки на Серену в своём стремлении ликвидировать Сплетницу. Дэн занимается промоушеном своей книги. |            |                                                               |                  |                     |                  |                     |
| 95 | 8          | «Все лучшие источники» «All the Pretty Sources»               | Чери Ноулан      | Остин Уинсберг      | 21 ноября 2011   | 1.35                |
| Серена вовсю поглощена организацией вечеринки невесты для Блэр. Чак и Дэн решают провести день вместе. Нэйт и Серена находят простое решение в войне Дианы и Сплетницы. |            |                                                               |                  |                     |                  |                     |
| 96 | 9          | «Проклятие для Родс» «Rhodes to Perdition»                    | Эндрю Маккарти   | Натали Крински      | 28 ноября 2011   | 1.32                |
| Лили, Чарли и Серена страстно ожидают вечеринки Studio 54. Нэйт занимает новую должность в Spectator. Блэр обращается к неожиданному человеку за помощью. |            |                                                               |                  |                     |                  |                     |
| 97 | 10         | «Разъезжая на авто с парнями» «Riding in Town Cars with Boys» | Винс Мисиано     | Аманда Лэшер        | 5 декабря 2011   | 1.28                |
| Лили устраивает в честь Чарли вечеринку. В это время Макс, бывший парень Чарли, бросает тень на её будущее принцессы Верхнего Ист-Сайда. Дэн решает, что пришло время сказать Блэр правду о своих чувствах к ней. |            |                                                               |                  |                     |                  |                     |
| 98 | 11         | «Финал романа?» «The End of the Affair?»                      | Майкл Гроссман   | Сара Гудман         | 16 января 2012   | 1.29                |
| Флэшбеки Блэр воспроизводят последствия автомобильной катастрофы, в которую она попала с Чаком. Нэйт понимает, что это все могло быть подстроено. Лили нанимает частного детектива, чтобы определить местонахождение Чарли. Вера Ванг посещает примерку свадебного платья Блэр.                                                                                                   |            |                                                               |                  |                     |                  |                     |
| 99 | 12         | «Отец и невеста» «Father and the Bride»                       | Эми Хекерлинг    | Питер Элкофф        | 23 января 2012   | 1.11                |
| Блэр готовится отпраздновать свою предстоящую королевскую свадьбу девичником. После того как Нэйту становится известна правда об автомобильной аварии, в которую попали Блэр и Чак, он объединяет силы с неожиданным союзником. Серена и Дэн притворяются, что снова встречаются.                                                                                                 |            |                                                               |                  |                     |                  |                     |
| 100 | 13         | «G.G.» «G.G.»                                                 | Марк Пизнарский  | Джошуа Сафран       | 30 января 2012   | 1.39                |
| Долгожданный сотый эпизод начинается со сна-мюзикла с участием Серены, Блэр и мужчин в их жизни (Нэйта, Чака, Дэна и Луи). Также появляется Джорджина Спаркс, которая может превратить королевский союз в королевскую катастрофу. |            |                                                               |                  |                     |                  |                     |
| 101 | 14         | «Запасной Дэн» «The Backup Dan»                               | Дэвид Уоррен     | Мэтт Уитни          | 6 февраля 2012   | 1.25                |
| Блэр должна принять сложное решение насчёт своего будущего. Серена берёт ответственность за инцидент со Сплетницей на себя. Джорджина чует запах скандала и решает следовать по пятам. |            |                                                               |                  |                     |                  |                     |
| 102 | 15         | «Эта дурацкая амурная любовь» «Crazy, Cupid, Love»            | Мэтт Пенн        | Остин Уинсберг      | 13 февраля 2012  | 1.13                |
| Нэйт устраивает вечеринку по случаю дня Св. Валентина. Блэр не может удержаться, чтобы не стать купидоном для того, кого она любит. Джорджина решает сорвать вечеринку Нэйта. Серена шокирована тем, свидетельницей чего стала на вечеринке. |            |                                                               |                  |                     |                  |                     |
| 103 | 16         | «Наперерез Родс» «Cross Rhodes»                               | Джон Терлески    | Эми Харрис          | 20 февраля 2012  | 1.00                |
| Дэн чувствует себя удостоенным большой чести, когда узнает, что в театре Upright Citizen’s Brigade делают постановку со сценами по его книге. Блэр пытается доказать Серене, что её подозрения ошибочны с надеждой спасти их дружбу. Попытка покинуть город обернется для Айви неожиданным столкновением с ван дер Вудсенами.                                                     |            |                                                               |                  |                     |                  |                     |
| 104 | 17         | «Выкуп принцессы» «The Princess Dowry»                        | Эндрю Маккарти   | Джейк Коберн        | 27 февраля 2012  | 1.11                |
| Блэр думает, что Сайрус возможно нашел потенциальную лазейку в её брачном договоре. Чак и Джорджина вместе участвуют в сговоре, но у этого есть непредвиденные последствия. В это время семейный кризис возвращает Уильяма ван дер Вудсена обратно на Верхний Ист-Сайд. |            |                                                               |                  |                     |                  |                     |
| 105 | 18         | «Наследница-аферистка» «Con Heir»                             | Джо Лазаров      | Аннамари Навар-Гилл | 2 апреля 2012    | 0.97                |
| Чак приглашает Джека в город, чтобы поблагодарить его за спасение своей жизни. Дэн и Блэр пытаются перевести свои отношения на новый уровень. В это время Айви находит неожиданного союзника в лице Уильяма ван дер Вудсена в борьбе за признание на Верхнем Ист-Сайде. Нэйт надеется, что новый инвестор спасет его газету.                                                      |            |                                                               |                  |                     |                  |                     |
| 106 | 19         | «Девушка, которую прервали» «It Girl, Interrupted»            | Омар Мадха       | Аманда Лэшер        | 9 апреля 2012    | 0.98                |
| Серена решает, что готова уступить своё место в центре внимания, она намерена сделать из упертой Лолы новую It Girl Верхнего Ист-Сайда, устроив её работать моделью на показе нижнего белья Kiki de Montparnasse. Этим временем Чак обращается к Блэр за советом касательно своего прошлого. Диана Пейн возвращается в газету The Spectator и начинает борьбу за власть с Нэйтом. |            |                                                               |                  |                     |                  |                     |
| 107 | 20         | «Салон мертвецов» «Salon of the Dead»                         | Норман Бакли     | Натали Крински      | 16 апреля 1012   | 1.06                |
| Чтобы отпраздновать свой официальный статус пары, Дэн и Блэр организовывают гламурный салон на британскую тематику. Лола проходит важный кастинг. Лили и Руфус расходятся во мнениях, как лучше справиться с Айви, а Серена и Диана сталкиваются лицом к лицу с секретами, которые они обе предпочитали бы оставить тайной.                                                       |            |                                                               |                  |                     |                  |                     |
| 108 | 21         | «Гадкая Би» «Despicable B»                                    | Дэвид Уоррен     | Остин Уинсберг      | 23 апреля 2012   | 0.99                |
| Блэр чувствует, что её статус на Верхнем Ист-Сайде испаряется, и она разрабатывает план, чтобы не допустить этого. Тем временем Лили собирает семью, в том числе Уильяма, Лолу и Кэрол, в попытке доказать, что ван дер Вудсены едины как никогда. Нейт решает покопаться в прошлом Дианы.                                                                                        |            |                                                               |                  |                     |                  |                     |
| 109 | 22         | «В поисках утраченного искусства» «Raiders of the Lost Art»   | Барт Венрич      | Джейк Коберн        | 30 апреля 2012   | 1.02                |
| Чак, Нейт, Блэр, Серена и Лола объединят свои усилия, чтобы раскрыть, как они думают, взрывной секрет Дианы и Джека. Тем временем Дэну поступает предложение по поводу престижной стипендии на летнюю программу в Риме. |            |                                                               |                  |                     |                  |                     |
| 110 | 23         | «Беглецы» «The Fugitives»                                     | Энди Волк        | Мэтт Уитни          | 7 мая 2012       | 0.83                |
| Блэр просит Серену выдать себя за неё на одном важном мероприятии, когда Блэр понимает, что ей нужно быть в двух местах одновременно. В это время Лола и Айви объединяются, чтобы помочь Чаку с его персональной вендеттой. Нэйт принимает решение насчет будущего с Дианой Пейн.                                                                                                 |            |                                                               |                  |                     |                  |                     |
| 111 | 24         | «Возвращение кольца» «The Return of the Ring»                 | Дж. Миллер Тобин | Сара Гудман         | 14 мая 2012      | 1.14                |
| Сплетница серьёзно берется за Блэр, и Серена признает, что несознательно сыграла важную роль в самом большом её кошмаре. Нейт предлагает Лоле съехаться, а Лили должна принять важное решение относительно будущего своего брака. Блэр делает выбор между двумя мужчинами в её жизни.                                                                                             |            |                                                               |                  |                     |                  |                     |

### Сезон 6: 2012
| № общий | № в сезоне | Название                                                   | Режиссёр        | Автор сценария              | Дата премьеры   | Зрители в США (млн) |
| --- | ---------- | ---------------------------------------------------------- | --------------- | --------------------------- | --------------- | ------------------- |
| 112 | 1          | «Исчезла, возможно пропала» «Gone Maybe Gone»              | Марк Пизнарский | Джош Шварц, Стефани Сэвадж  | 8 октября 2012  | 0.78                |
| После краткой встречи за границей, Блэр и Чак дают друг другу обещание, которое вновь разделяет их. Дэн, заручившись помощью неожиданного союзника в лице Джорджины, пишет откровенную, наносящую ущерб книгу, что сулит лишь неприятности. Будучи единственным руководителем The Spectator, Нейт принимает собственные решения и готов идти против Сплетницы. После того, как становится известно о пропаже Серены, команда объединяется, чтобы найти её, результат поисков шокирует их. |            |                                                            |                 |                             |                 |                     |
| 113 | 2          | «Превосходная неверность» «High Infidelity»                | Джо Лазаров     | Аннамари Навар-Гилл         | 15 октября 2012 | 0.78                |
| Пытаясь утвердиться в обществе взрослых, Серена организует Гала приём Комитета по охране природы Центрального парка, новым членом правления, которого она теперь является. Серена и Нейт узнают, что-то шокирующее о своих вторых половинках. Блэр готовит дебют своей линии одежды, но соперник из её прошлого, является ключом к её будущему. При поддержке Джорджины, Дэн встречается с издателями, но он должен решить, готов ли он пожертвовать своими принципами, чтобы его работа была опубликована. Тем временем Чак пытается убедить Амиру помочь ему заглянуть в прошлое отца, даже если это таит угрозу для отношений Барта и Лили. |            |                                                            |                 |                             |                 |                     |
| 114 | 3          | «Грязные жалкие скандалы» «Dirty Rotten Scandals»          | Барт Венрич     | Натали Крински              | 22 октября 2012 | 0.95                |
| Чувствуя давление, из-за необходимости сделать успешную коллекцию для Waldorf Design, Блэр приходится положиться на помощь сомнительного источника, но неожиданные интриги приводят к скандалу на подиуме. Серена обнаруживает, что дружба с дочерью Стивена Сейдж намного сложнее чем она думала, особенно, когда ей приходится отодвинуть конфликт с Блэр в сторону, ради счастья Сейдж. Нейт публикует первую статью Дэна из серии, что вызывает переполох и создает серьезную проблему. Тем временем, Чак изучает зацепку оставленную Амирой, которая может помочь раскрыть то, что скрывает Барт.                                         |            |                                                            |                 |                             |                 |                     |
| 115 | 4          | «Портрет Леди Александр» «Portrait of a Lady Alexander»    | Энди Волк       | Мэтт Уитни                  | 5 ноября 2012   | 0.66                |
| Продолжение расследования в отношении отца приводит Чака к неожиданному мероприятию элиты Манхэттена, где ему предстоит найти человека, который сможет рассказать всю правду о Барте. Серена и Стивен решили рассказать свои романтические истории, чтобы не было сюрпризов, но они не были готовы к тому, что узнали. The Spectator оказывается в сложной ситуации, когда Дэн решает публиковаться в другом месте, и Нейту предстоит сделать сложный выбор, чтобы остаться в бизнесе. Тем временем Джороджина подталкивает Дэна к свиданию с нужным человеком, чтобы повысить его популярность, но он находит себя в другом направлении.      |            |                                                            |                 |                             |                 |                     |
| 116 | 5          | «Чудовищный бал» «Monstrous Ball»                          | Эми Хекерлинг   | Сара Гудман                 | 12 ноября 2012  | 0.73                |
| После того, как Элеонор ставит Блэр ультиматум, Блэр полна решимости исправить все проблемы Waldorf Designs с помощью сенсационного платья на грядущем Котильоне, но шокирующее открытие на балу затронет каждого. Серену беспокоит отношение Стивена к ней, но после небольшого расследования она с удивлением обнаруживает причину. В попытке вбить клин между Бартом и Лили, чтобы раскрыть тайну отца, Чак находит неожиданного союзника. Тем временем Дэн публикует еще одну статью, но результат оказывается полной противоположностью того, что он ожидал.                                                                              |            |                                                            |                 |                             |                 |                     |
| 117 | 6          | «Где творятся подлые вещи» «Where the Vile Things Are»     | Норман Бакли    | Дэн Стил                    | 19 ноября 2012  | 0.72                |
| Блэр ожидает приезда своей матери, но она не готова к тому объему требований, которые Элеонор на неё возложила. Серена вызывается помочь Дэну найти новое место жительства, но время проведенное вместе вызывает неожиданные эмоции. С помощью Айви Чак обнаруживает свидетельства, которые способны раскрыть незаконную деятельность его отца и заручается поддержкой Нейта в их получении. Тем временем, Руфус и Айви взволнованы открытием галереи, пока не обнаруживают, что никто из гостей не принял приглашение, им придётся побороться за то, чтобы сделать это событие успешным.                                                      |            |                                                            |                 |                             |                 |                     |
| 118 | 7          | «Сохрани последний шанс» «Save the Last Chance»            | Анна Мастро     | Джессика Квеллер            | 26 ноября 2012  | 0.84                |
| Серена и Дэн понимают, что им необходимо загладить вину, перед людьми которых они обдели. Блэр получает последний шанс, доказать матери, что она чего-то стоит, как дизайнер одежды. С помощью Серены она разрабатывает план, как сделать свою линию одежды востребованной у таких девушек, как Сейдж и её друзей. Поиск доказательств незаконной деятельности отца, заставляет Чака вступить в открытый конфликт с Бартом. Чак близок к тому, чтобы найти доказательства вины своего отца, а в это время, один из его ближайших союзников раскрывает его планы Барту.                                                                         |            |                                                            |                 |                             |                 |                     |
| 119 | 8          | «Все очень сложно» «It's Really Complicated»               | Джон Стефенс    | Джейк Коберн                | 3 декабря 2012  | 0.79                |
| Серена и Дэн решают провести свой первый день благодарения вместе, пригласив на вечеринку самых близких друзей, но кажется, у всех свой собственный повод прийти к ним. Чувствуя поражение в борьбе с отцом, Чак начинает скатываться вниз, оставляя Блэр самой искать решение своих проблем. Тем временем Дэн пишет свою последнюю разоблачающую главу и ему придётся столкнуться со сложным решением - публиковать её или нет, зная, что она может разрушить близкую дружбу. |            |                                                            |                 |                             |                 |                     |
| 120 | 9          | «Мстители» «The Revengers»                                 | Патрик Норрис   | Сара Гудман, Натали Крински | 10 декабря 2012 | 1.06                |
| После стычки с параноидальным Бартом, Блэр начинает беспокоить безопасность Чака. Будучи уверенным, что отец не причинит ему зла, Чак идет на сделку, которая способна изменить всю его жизнь. Желая уладить все проблемы Чака, Блэр разрабатывает план, с помощью Серены, Джорджины и Сейдж она намерена получить желаемое от Барта. Тем временем финансовые затруднения Нейта приводят его туда, где он не ожидал оказаться. |            |                                                            |                 |                             |                 |                     |
| 121 | 10         | «Нью-Йорк, я люблю тебя, ХОХО» «New York, I Love You XOXO» | Марк Пизнарский | Стефани Сэвадж              | 17 декабря 2012 | 1.55                |
| Финал начнется с каста и исполнительных продюсеров, которые простятся с Верхним Ист-Сайдом и вспомнят незабываемые моменты шоу. Затем нас ожидает стильный прощальный приём, наши любимые жители Верхнего Ист-Сайда объединятся на последней вечеринке и шокирующая личность Сплетницы наконец-то будет раскрыта. |            |                                                            |                 |                             |                 |                     |